# Hehe Shuiku
Hehe Shuiku (kinesiska: 合河水库) är en reservoar i Kina. Den ligger i provinsen Guangdong, i den södra delen av landet, omkring 140 kilometer sydväst om provinshuvudstaden Guangzhou. I omgivningarna runt Hehe Shuiku växer i huvudsak städsegrön lövskog.
Genomsnittlig årsnederbörd är 2 414 millimeter. Den regnigaste månaden är juli, med i genomsnitt 368 mm nederbörd, och den torraste är januari, med 26 mm nederbörd.